# Blockchain v řízení dodavatelského řetězce
Blockchain, ve vztahu k řízení dodavatelského řetězce (anglicky supply chain management), představuje automatizované využití decentralizovaných knih záznamů (anglicky ledger) všech operací v dodavatelském řetězci s cílem zvýšit jejich efektivitu, transparentnost a bezpečnost.

## Popis
Blockchain představuje v informatice speciální druh distribuované a decentralizované databáze, která uchovává stále rozšiřující počet digitálních záznamů v neměnné knize záznamů. Tato kniha záznamů bezpečně zaznamenává transakce na více počítačích, čímž zajišťuje, že zaznamenaná data nemohou být zpětně upravena ani nijak pozměněna. Poprvé tato technologie byla představena v roce 2008 jako základní technologie pro kryptoměnu Bitcoin anonymní osobou známou pod jménem Satoši Nakamoto.
Od té doby se blockchain rozšířil nad rámec kryptoměn do širokého spektra aplikací, včetně financí, zdravotnictví, řízení dodavatelského řetězce a digitálního ověřování identity. Přidání záznamů do blockchainu v rámci řízení dodavatelského řetězce probíhá prostřednictvím decentralizovaného konsensuálního mechanismu, který zajišťuje transparentnost, sledovatelnost a bezpečnost informací. Když jsou do dodavatelského řetězce přidány nové transakce nebo údaje, jako jsou například údaje o pohybu zboží, vlastnictví nebo stavu zásob, jsou tyto záznamy sestaveny do bloku.
Každý blok obsahuje kryptografický hash předchozího bloku, což zajišťuje integritu a neměnnost celé řetězové struktury. Tyto bloky jsou následně ověřovány všemi účastníky sítě (uzly), jako jsou výrobci, dodavatelé, distributoři a další zainteresované strany. Jakmile je blok konsensuálně ověřen a schválen většinou sítě, je trvale připojen k blockchainu.
Blockchain bývá též často spojen s používáním tzv. chytrých kontraktů (anglicky smart contracts), které umožňují vyjednání či provedení transakce (smlouvy, dohody) softwarově bez nutnosti skutečné smlouvy uzavřené mezi lidmi. Výzkumy ukazují, že používání blockchainu zvyšuje zisk, zlepšuje kontrolu nad zásobami a posiluje důvěru zákazníků díky vyšší transparentnosti a přehlednosti.

## Historie
Koncept řízení dodavatelského řetězce (SCM) se v průběhu let vyvinul a přešel od manuálních procesů k sofistikovaným systémům využívajícím informační technologie a síťové možnosti. Na počátku se SCM opíralo o ruční postupy, avšak s rozvojem počítačových informačních systémů vznikly modely elektronického obchodování, které zvyšují flexibilitu, transparentnost a přesnost v dodavatelských řetězcích. Tento pokrok umožnil lepší spolupráci a výměnu informací mezi dodavateli, výrobci, distributory a spotřebiteli, čímž se zefektivnila logistika, finanční tok a komunikace.

## Klíčové koncepce

### Decentralizace
Blockchain funguje na decentralizované bázi, kdy žádný z aktérů nemá moc nad celou sítí. Tato decentralizace je zásadní pro zajištění integrity a spolehlivosti dat, protože eliminuje rizika spojená s centrálními body selhání. Každý účastník sítě blockchain funguje jako rovnocenný uzel a odstranění kteréhokoli jednotlivého uzlu nenaruší provoz sítě. Tato struktura však také představuje výzvu, zejména pokud jde o sdílení dat a distribuci zdrojů mezi účastníky dodavatelského řetězce, kteří mohou mít různou úroveň finančních a technických možností.

### Chytré kontrakty
Chytré kontrakty jsou samočinné dohody s podmínkami kontraktu zapsanými přímo do řádků kódu. Usnadňují, ověřují a vynucují automatické sjednání nebo plnění smlouvy při splnění předem stanovených podmínek. Každý chytrý kontrakt má uživatelské rozhraní, které umožňuje uživateli komunikovat s kontraktem a zaručuje, že se dodržují předem stanovená pravidla. Jednoduše řečeno: chytré kontrakty používají technologii blockchain k vytvoření digitálního záznamu, který je bezpečný a ověřitelný. Díky kryptografii zajišťují, že účastníci mohou zůstat v anonymitě.

### Sledovatelnost a sledování
Označuje schopnost sledovat historii, použití nebo umístění položky v dodavatelském řetězci. Zahrnuje podrobné záznamy, které jsou přidávány automatizovaně umožňují vidět, odkud položka pochází, jak byla použita a kde se nachází. Poskytuje firmám důležité informace, které zlepšují transparentnost a podporují udržitelnost. 
Naproti tomu sledování se týká určení aktuálního stavu výrobku v rámci dodavatelského řetězce v reálném čase, což organizacím umožňuje sledovat cestu zboží při jeho pohybu z místa výroby do místa určení. Blockchain pomáhá těmto funkcím tím, že nabízí neměnnou knihu záznamů (angl. ledger), která zvyšuje viditelnost transakcí mezi partnery dodavatelského řetězce, a tím podporuje důvěru a odpovědnost.

### Integrita a zabezpečení dat
Integrita a bezpečnost dat v rámci řetězcových systémů je zajištěna pomocí kryptografických technik a sdílených databází. Vzhledem k tomu, že všechny transakce jsou zaznamenány v tzv. knize záznamů (angl. ledger), která je neměnná a díky tomu je sníženo riziko manipulace s daty. Pro účinnou sledovatelnost je však nutná určitá standardizace procesů zaznamenávání a vyhledávání dat. Ačkoli blockchain poskytuje vysokou dostupnost a odolnost dat, jeho decentralizovaná povaha může způsobit, že přístup k datům bude pomalejší, což může ovlivnit včasnost jejich získání pro potenciální obchodní partnery.
Kvůli decentralizované povaze blockchainu jsou data bezpečná, zašifrována kryptograficky. Data jsou uložena v síti počítačů, což je činí odolnými proti manipulaci a kybernetickým útokům. Toto zvýšené zabezpečení má zásadní význam pro ochranu citlivých informací v dodavatelských řetězcích, jako jsou například údaje o cenách a zákaznících.

## Příklady implementace

### Walmart
Společnost Walmart slouží jako názorný příklad implementace blockchainu v řízení dodavatelského řetězce (SCM). Walmart zavedl decentralizovanou databázi, která zvyšuje sledovatelnost a bezpečnost potravin. Pomocí technologie blockchain může společnost Walmart rychle identifikovat zdroj onemocnění a kontaminace potravin, což umožňuje efektivní sledování a zajištění kvality výrobků. Možnost skenovat QR kódy na výrobcích přímo v obchodě poskytuje zákazníkům okamžitý přístup k informacím o původu a logistice zakoupených výrobků, což posiluje transparentnost a odpovědnost v rámci dodavatelského řetězce.

### De Beers
Společnost De Beers, která se věnuje diamantovému průmyslu, vyvinula platformu Tracr, která umožňuje sledovat původ diamantů od místa těžby až po místo prodeje - obchody. Toto řešení založené na blockchainu pomáhá nejen při ověřování pravosti diamantů, ale také řeší etické problémy spojené se získáváním diamantů. Udržováním nezměnitelného záznamu o "cestě" diamantů chce De Beers zajistit, aby její dodavatelský řetězec byl transparentní a odpovědný, což je v odvětví, které je často kritizováno za svůj dopad na životní prostředí a společnost.

### Unilever
Společnost Unilever rovněž využila blockchain ke zlepšení sledovatelnosti ve svém dodavatelském řetězci čaje. Tato iniciativa umožňuje sledovat transakce a aktivity dodavatelů v celém dodavatelském řetězci, čímž zajišťuje kontrolu kvality a udržitelné postupy při získávání surovin. Integrací řetězcových řešení se Unilever snaží optimalizovat své operace na základě těchto zadaných údajů prostřednictvím analýz a zvýšit transparentnost svého dodavatelského řetězce, z čehož v konečném důsledku těží jak spotřebitelé, tak dodavatelé.